# Fredrik Marinus Kruseman
Fredrik Marinus Kruseman (ur. 12 lipca 1816 w Haarlem, zm. 25 maja 1882 w Saint-Gilles) – holenderski malarz pejzażysta.
Urodził się w rodzinie o tradycjach artystycznych, jego nauczycielami byli Jan Reekers (1790–1858), Nicolaas Johannes Roosenboom (1805–1880) i Jan van Ravenswaay (1789–1869). W młodości wiele podróżował, odwiedził Belgię, Niemcy i Francję. W 1851 poznał malarza zwierząt Eugène Verboeckhovena (1799–1881), z którym często współpracował w ciągu następnych trzydziestu lat. Od 1856 do końca życia mieszkał w Holandii, wystawiał najprawdopodobniej w Amsterdamie i Hadze, lecz na temat szczegółów jego życia nie zachowały się potwierdzone informacje.

## Twórczość
Kruseman znany jest głównie z romantycznych pejzaży, pozostawił po sobie ponad 300 obrazów i liczne szkice. Jego prace prezentowane są m.in. Frans Hals Museum w Haarlemie, Museum der Bildenden Künstew w Lipsku i Kunsthalle w Hamburgu oraz muzeach w Amsterdamie, Hadze i Kleve.

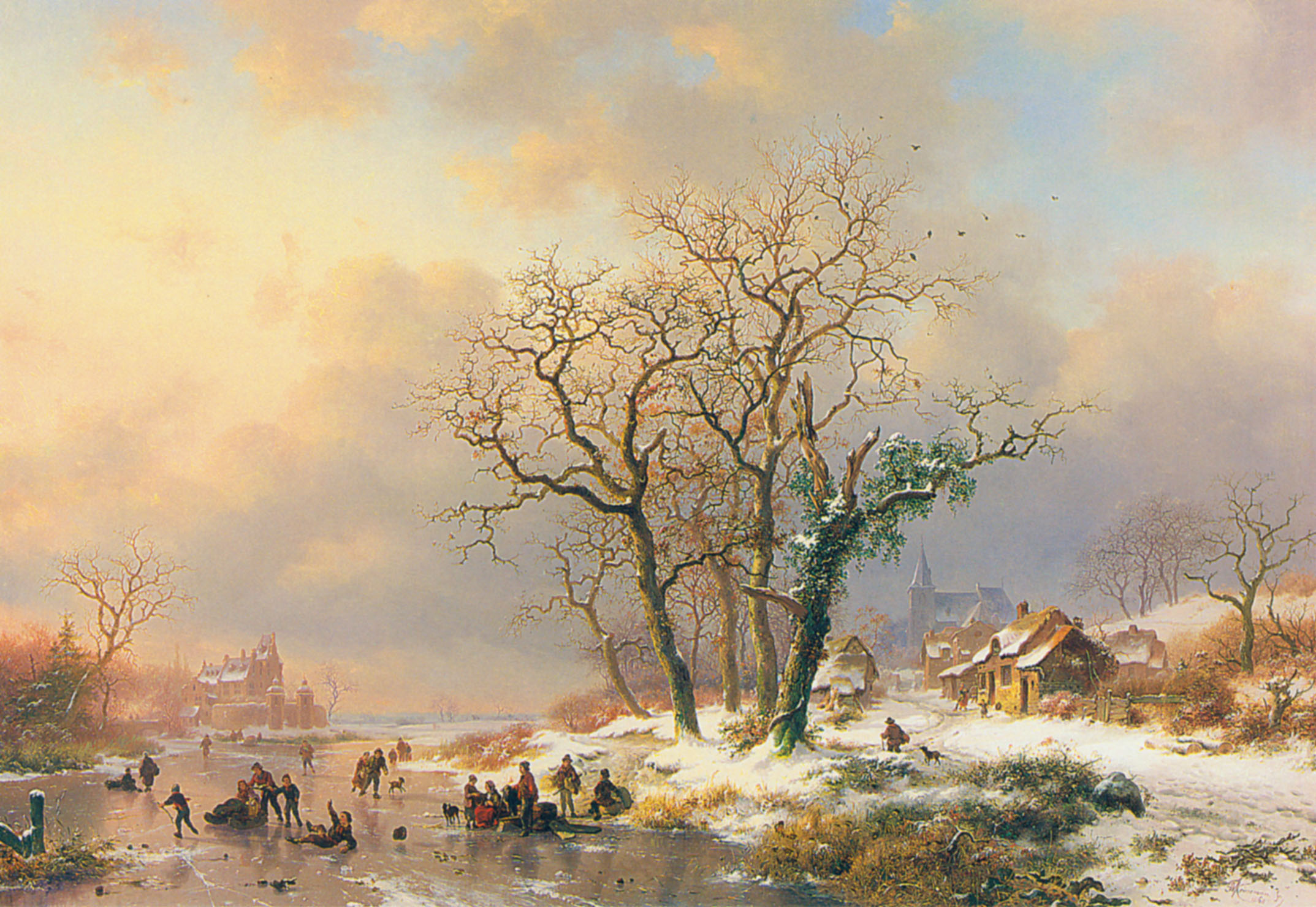
Zimowy krajobraz z łyżwiarzami na zamarzniętej rzece, 1868
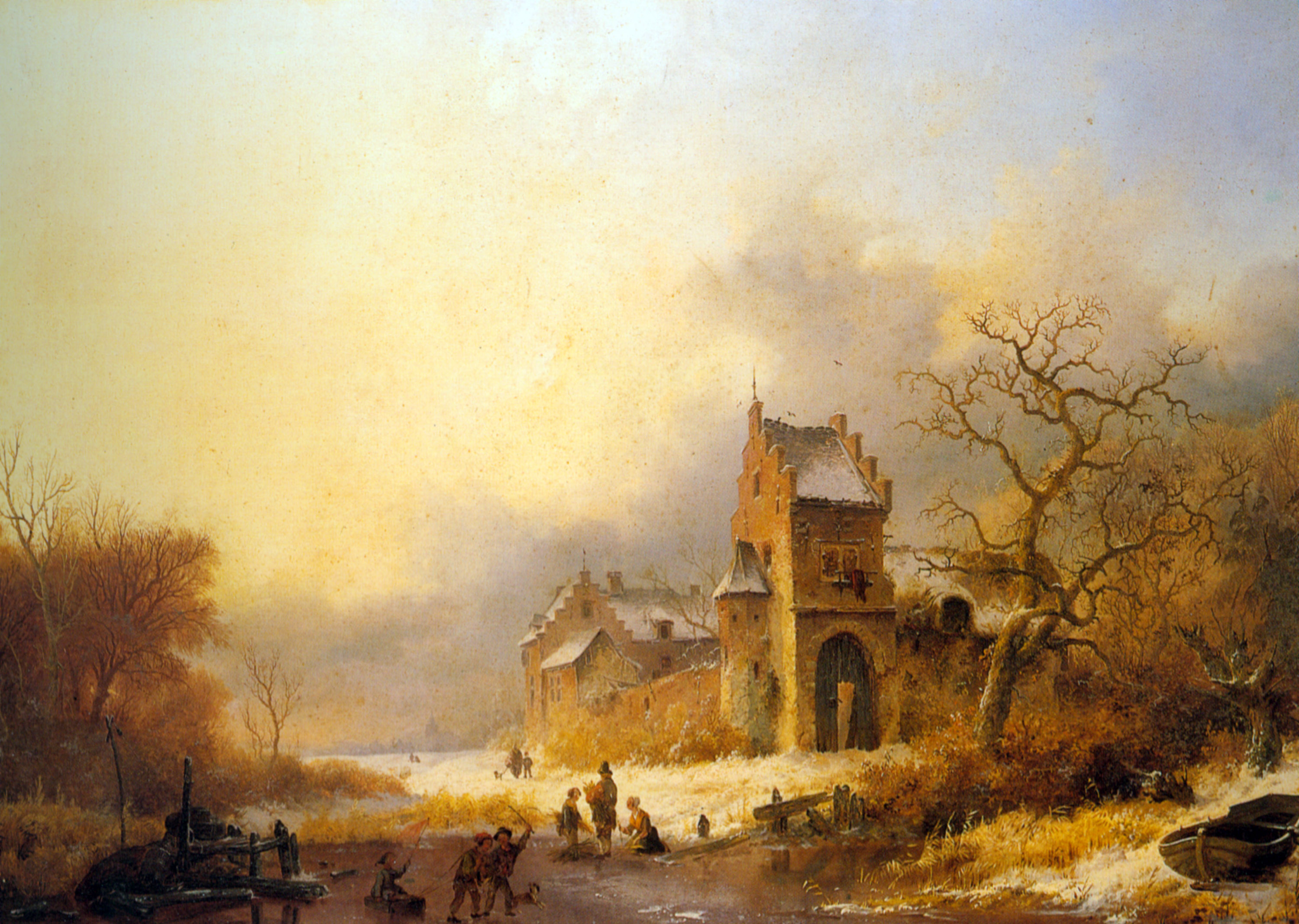
Figuren op een bevroren rivier in een winterlandschap, 1849
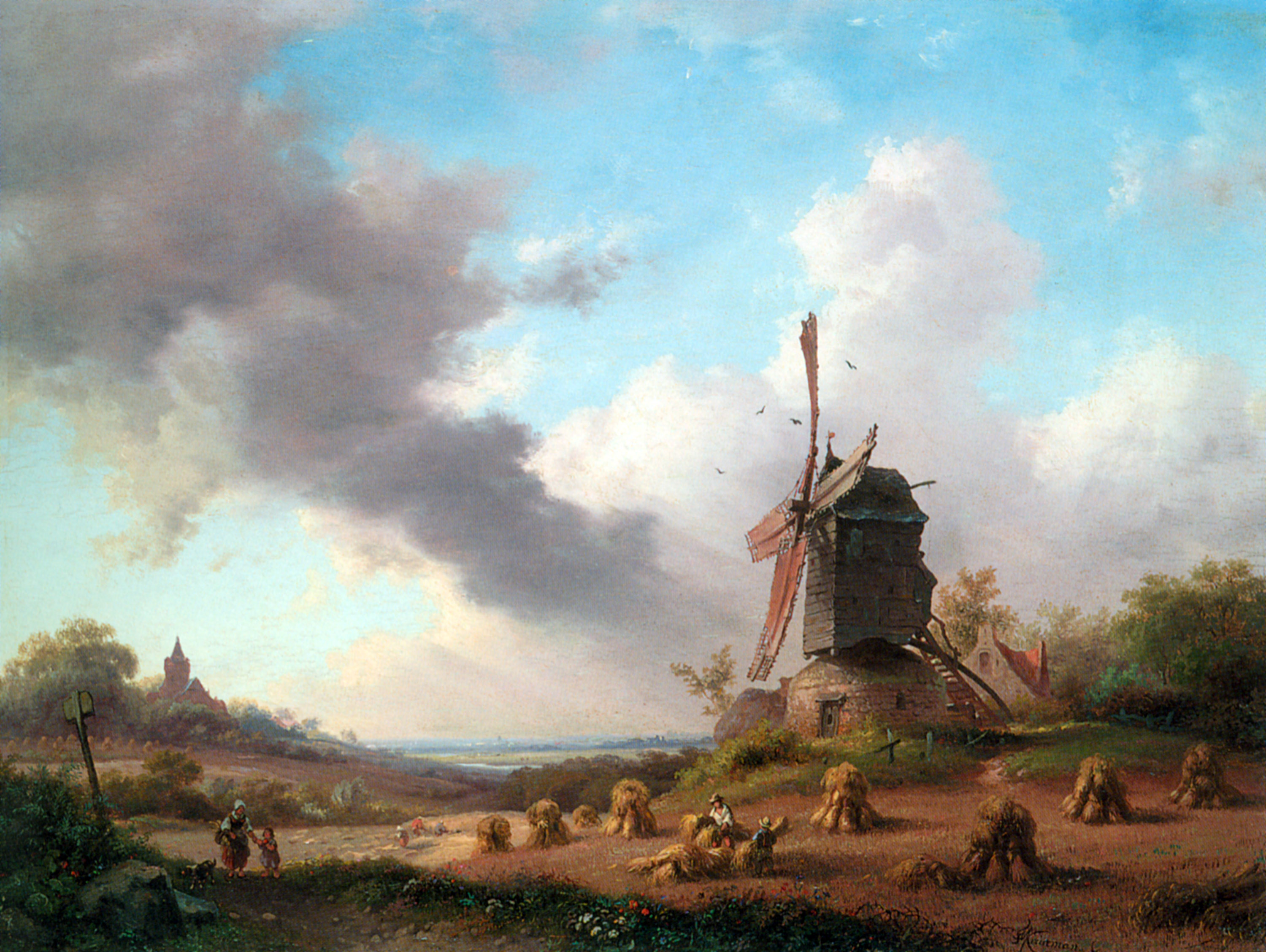
Zomerlandschap met oogstende boeren bij een windmolen, 1850
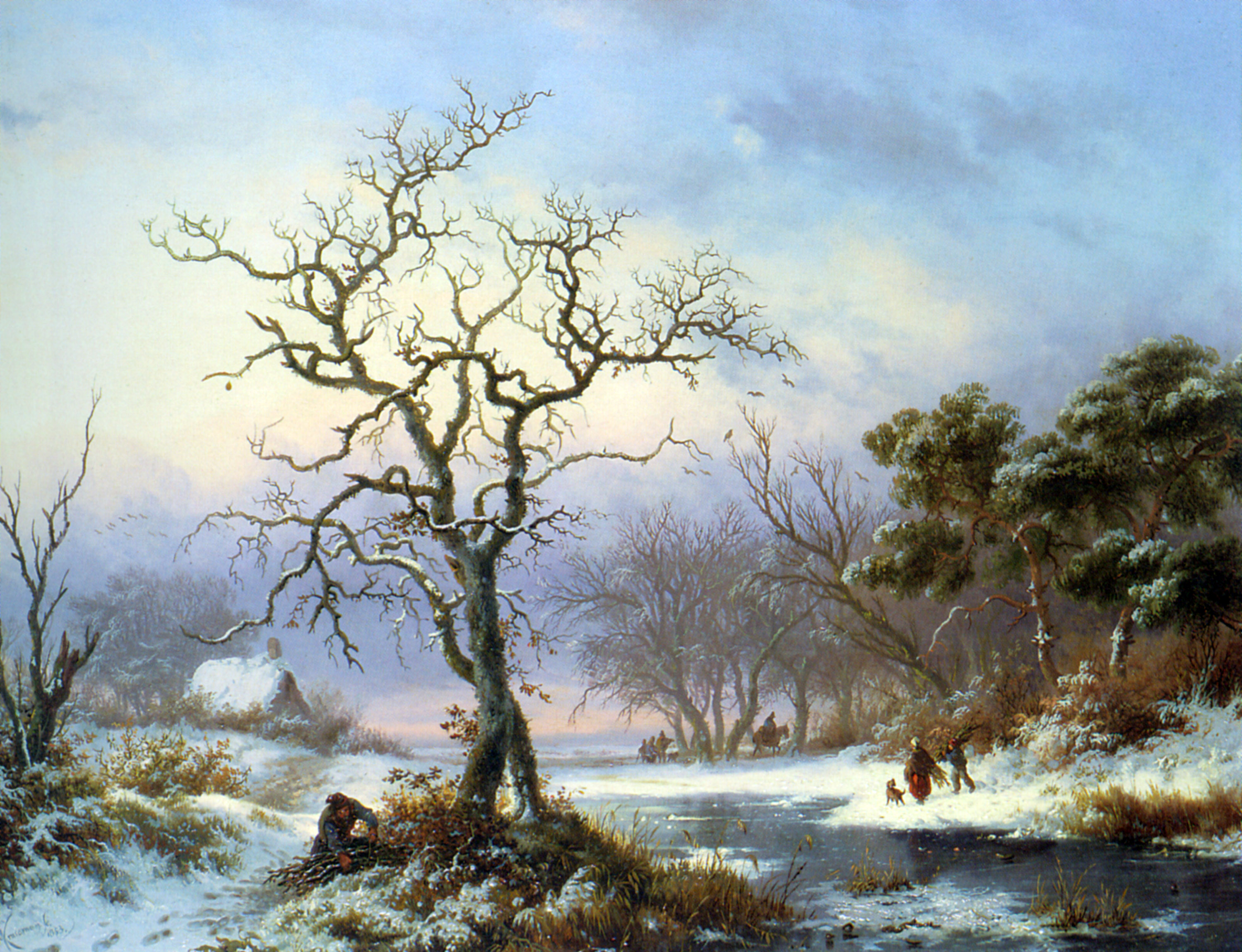
Verzamelaars van takkenbossen in een winterlandschap, 1853
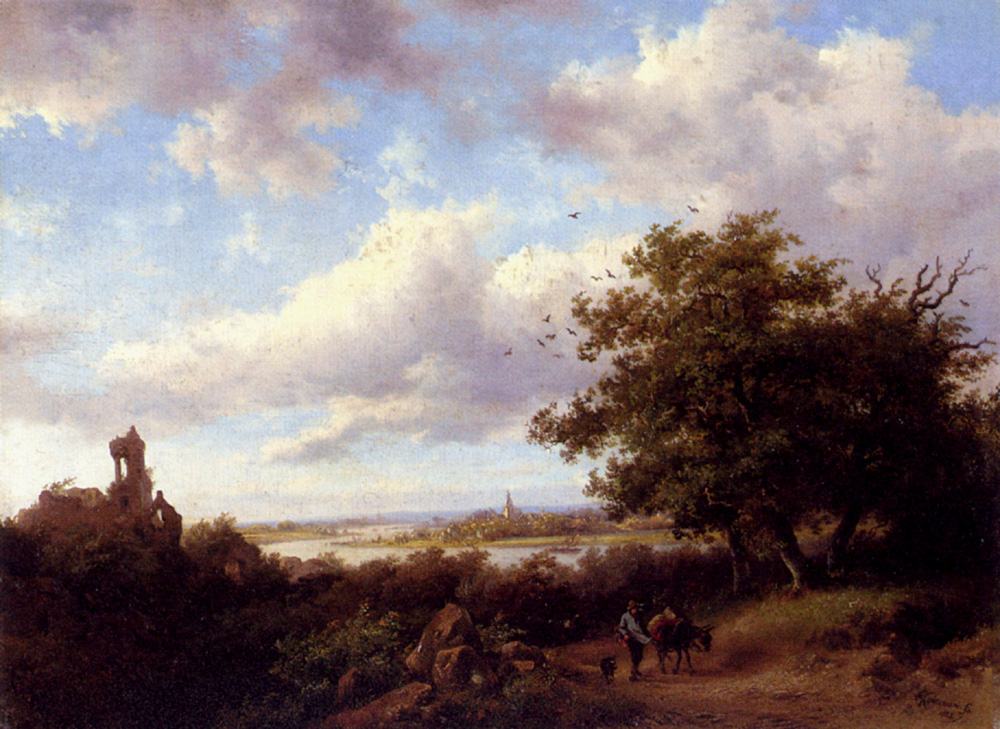
Stormachtig zomerlandschap, 1855

## Literatura dodatkowa
- Marjan van Heteren, Jan de Meere: Fredrik Marinus Kruseman 1816-1882: Painter of Pleasing Landscapes. Cyan Communications. ISBN 978-90-5594-082-0. Brak numerów stron w książce